# Joan I de Saxònia
Joan I de Saxònia (Dresden 1801 - Pillnitz 1873). Rei de Saxònia de la mil·lenària dinastia dels Wettin des de l'any 1854 i fins a la seva mort l'any 1873.
Nat a la ciutat de Dresden, capital del Regne de Saxònia, el dia 12 de desembre de 1873 sent fill del príncep Maximilià de Saxònia i de la princesa Carolina de Borbó-Parma. Joan era net per via paterna de l'elector Frederic Cristià I de Saxònia i de la princesa Maria Antònia de Baviera i per via materna del duc Ferran I de Parma i de l'arxiduquessa Maria Amàlia d'Àustria.
El 10 de novembre de l'any 1822, als 21 anys, es casà per poders amb la princesa Amàlia de Baviera, filla del rei Maximilià I Josep de Baviera i de la princesa Carolina de Baden. El matrimoni fou oficiat religiosament a la Catedral de Múnic el dia 22 del mateix mes.
La parella s'instal·là a Dresden i tingueren 
- SAR la princesa Maria Augusta de Saxònia, nada a Dresden el 1827 i morta a la capital saxona el 1857.

- SM el rei Albert I de Saxònia, nat el 1830 a Dresden i mort el 1902 al Castell de Sibyllenort. Es casà amb la princesa Carola de Suècia.

- SAR la princesa Elisabet de Saxònia, nada a Dresden el 1830 i morta a Stresa el 1912. Es casà en primeres núpcies amb el príncep Ferran de Savoia-Gènova i en segones núcpcies amb Niccolo Marchese Rapallo.

- SAR el príncep Frederic de Saxònia, nat a Dresden el 1831 i mort a Weesenstein el 1847.

- SM el rei Jordi I de Saxònia, nat al Castell de Pillnitz el 1832 i mort el 1904 al mateix Castell de Pillnitz. Es casà amb la infanta Maria Anna de Portugal.

- SAR la princesa Maria de Saxònia, nada al Castell de Pillnitz el 1834 i morta a Dresden el 1862.

- SAR la princesa Anna Maria de Saxònia, nada a Dresden el 1836 i morta a Nàpols el 1859. Es casà amb el gran duc Ferran IV de Toscana.

- SAR la princesa Margarida de Saxònia, nada a Dresden el 1840 i morta a Monza el 1858. Es casà amb l'arxiduc Carles Lluís d'Àustria.

- SAR la princesa Sofia de Saxònia, nada a Dresden el 1845 i morta a Múnic el 1867. Es casà amb el duc Carles Teodor de Baviera.